# Presidentvalet i USA 1796
Presidentvalet i USA 1796 var det tredje valet i nationens historia. Det hölls mellan 4 november och 7 december 1796. Detta val var det första valet till presidentposten där de politiska partierna kom att spela en avgörande roll. Den sittande vicepresidenten, John Adams, var huvudkandidat för Federalisterna och Thomas Jefferson var huvudkandidat för det Demokratisk-republikanska partiet. Adams vann valet med 71 elektorsröster av 138 möjliga. Jefferson kom på andra plats i presidentvalet vilket med den tidens valregler gav honom vicepresidentposten.
Bakgrunden till valet var att sittande president George Washington avstod från att kandidera till en tredje mandatperiod. Elektorskollegiet kom efter Tennessees anslutning till unionen att utökas till 138 medlemmar. Det gjorde att det krävdes 70 elektorsröster för att direkt bli vald utan inblandning av kongressen. Den tidens konstitution gav var och en av elektorerna två röster, utan möjlighet att bestämma vilken av rösterna som var avsedd till presidentposten och vilken som avsåg vicepresidentposten. Den kandidat som fick näst flest röster var tänkt skulle få platsen som vicepresident. Denna regel påverkade valet så att varje parti hade flera kandidater som ställde upp. Taktiken från politikerna var att elektorerna skulle lägga sina röster på två kandidater från samma parti och därigenom få samma partitillhörighet på båda posterna. De långsamma kommunikationerna i slutet av 1700-talet gjorde dock att taktikröstningen inte kom att fungera. Elektorerna kom därför att sprida ut sina röster bland åtta olika federalistiska, fyra demokratisk-republikanska och en partilös kandidat. Dessutom kom åtminstone en elektor att lägga sina röster på både Adams och Jefferson. Slutresultatet blev därför att presidenten och vicepresidenten kom att representera olika partier.
| Kandidat         | Parti               | röster |
| ---------------- | ------------------- | ------ |
| John Adams       | Federalist          | 71     |
| Thomas Jefferson | Demokrat-republikan | 68     |
| Thomas Pinckney  | Federalist          | 59     |
| Aaron Burr       | Demokrat-republikan | 30     |
| Övriga           |                     | 48     |
| Totalt           |                     | 276    |

Sättet att välja elektorer varierade mellan delstaterna. I vissa delstater valdes elektorerna av delstatsparlamentariker och i andra valdes de i allmänna val.